# نوی اومشین
نوی اومشین(هانجا: 惱音信) یک فرمانده نظامی در اواخر دوره گوگوریو بود که در نبرد دژ بوکانسان علیه شیلا فرماندهی نیروهای گوگوریو را بر عهده داشت.

## زندگی
در ماه مه سال ۶۶۱ میلادی، به دستور پادشاه، به همراه فرمانده مالگال، ساگه، به قلعه سولچونسونگ شیلا (واقع در شهر یجو امروزی، استان گیونگ‌گی در کره جنوبی) حمله کردند، اما موفق نشدند. سپس نیروهای خود را به قلعه بوکانسانسونگ منتقل کرده و آن را به مدت بیست روز محاصره کردند. برخلاف دوران ژنرال اُندال، نیروهای اصلی شیلا در سرزمین بکجه که سال قبل سقوط کرده بود، مشغول مبارزه با ارتش بازسازی بکجه به فرماندهی گویشیل بوکشین بودند، بنابراین جبهه شمالی شیلا خالی بود و گوگوریو فرصت مناسبی برای گسترش قلمرو خود داشت.
در این زمان، نوموشین از منجنیق برای پرتاب سنگ و تخریب ساختمان‌ها و دیوارهای قلعه استفاده کرد، اما فرمانده قلعه، داسا دونگتاچون، با پهن کردن میله‌های آهنی روی زمین، جلوی نفوذ دشمن را گرفت و با استفاده از چوب‌های به‌دست آمده از تخریب معبد آنیانگ‌سا، برجک‌ها و حصارهای موقت ساخت. او همچنین تمامی ساکنان قلعه، شامل حدود ۲۸۰۰ نفر، از مرد و زن را به مبارزه واداشت و حتی کودکان و سالمندان را تشویق کرد تا بیش از بیست روز مقاومت کنند.
با کاهش تدریجی آذوقه، به نظر می‌رسید قلعه به دست نوموشین سقوط کند، اما در همان زمان ستاره بزرگی به اردوگاه گوگوریو سقوط کرد و رعد و باران شدیدی آغاز گردید که روحیه سربازان گوگوریو را کاهش داد و آنان مجبور به عقب‌نشینی شدند. منابع تاریخی مانند سامگوک ساگی و سامگوک یوسا این رویداد را به دعای دونگتاچون یا مراسم کیم یوشین نسبت داده‌اند.
با این حال، حتی بدون باورهای مذهبی، ممکن است فرماندهان گوگوریو با توجه به شرایط آب و هوایی و کاهش روحیه سربازان، تصمیم به عقب‌نشینی گرفته باشند. زمان وقوع این نبرد، مطابق با ماه‌های پنجم و ششم تقویم قمری، فصل بارندگی اوایل تابستان بود، که در شرق و غرب جهان نیز زمان مناسبی برای حمله به شمار نمی‌رفت. با این حال، گوگوریو با تمرکز شیلا بر سرزمین بکجه، از این فرصت برای حمله استفاده کرد.

## نبرد قلعه بوکانسانسونگ
این موضوع در اسناد تاریخی چینی ذکر نشده و فقط در سامگوک ساگی (تاریخ سه پادشاهی) آمده است . از آنجایی که سال ۶۶۱ میلادی بلافاصله پس از سقوط بکجه بود، فرض بر این است که گوگوریو برای حمایت از ارتش احیای بکجه یا برای مهار شیلا پس از سقوط بکجه به شیلا حمله کرد. قابل توجه است که ژنرال‌ها و سربازان مالگال برای حمله به شیلا بسیج شدند، بنابراین می‌توان فرض کرد که مالگال حتی در سال ۶۶۱ رابطه نزدیکی با گوگوریو داشته است.

## تصویرسازی مدرن
- 《 یون گه سومون 》 ( SBS ، ۲۰۰۶-۲۰۰۷ ، بازیگر کانگ شین-بوم )

در این درام، بازیگر کانگ شین‌بوم در قسمت دوم ظاهر می‌شود و در مسابقه‌ای شرکت می‌کند و با دیگر شخصیت‌ها از جمله گو دُلبال، با یونگه‌سومون برادرخوانده می‌شود. در این سریال، نوموشین به عنوان فردی جاه‌طلب و حسود معرفی شده است. وی بعداً در جنگ‌های گوگوریو و تانگ به عنوان ژنرال شرکت می‌کند، اما پس از شکست و از دست دادن قلعه، نزد یونگه‌سومون رفته و تقاضای مجازات به عنوان فرمانده شکست‌خورده را می‌کند، اما بخشوده شده و تا دستور بعدی منتظر می‌ماند. در نهایت به عنوان یکی از عوامل سقوط گوگوریو با همکاری برخی دیگر اعدام می‌شود.
- « رویای پادشاه » ( KBS ، ۲۰۱۲-۲۰۱۳ ، بازیگر ( کیم سون دونگ )

در این درام، نوموشین به عنوان ژنرالی وفادار به گوگوریو ظاهر می‌شود و در جنگ سوم گوگوریو-تانگ پس از مرگ یونگه‌سومون، با دونگ‌تاتچون می‌جنگد و کشته می‌شود.